# Liste des plus hautes voûtes d'église
Voici une liste des plus hautes voûtes d'église du monde, dans l'ordre décroissant de hauteur.
Le terme d'église est à prendre ici au sens général : certains édifices catholiques romains mentionnés sont des cathédrales ou des basiliques, tandis que l'église principale d'Ulm est un temple protestant, et Sainte-Sophie, à l'origine basilique, puis mosquée, puis musée, est désormais une mosquée.
Le détail des diverses mesures et caractéristiques historiques et architecturales ainsi que les sources bibliographiques figurent dans chacun des articles cités.

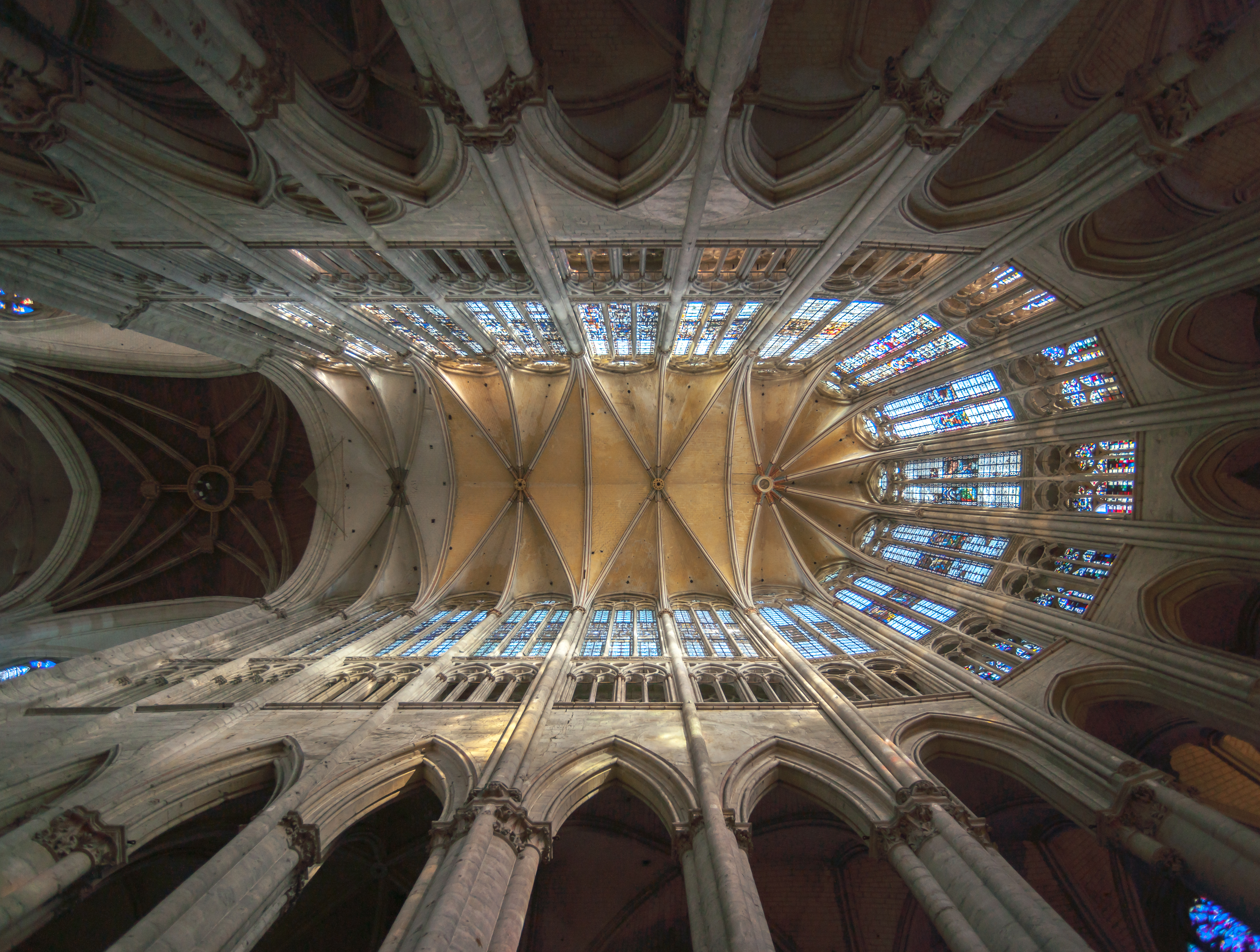
Cathédrale Saint-Pierre de Beauvais, voûte du chœur (48,5 m)
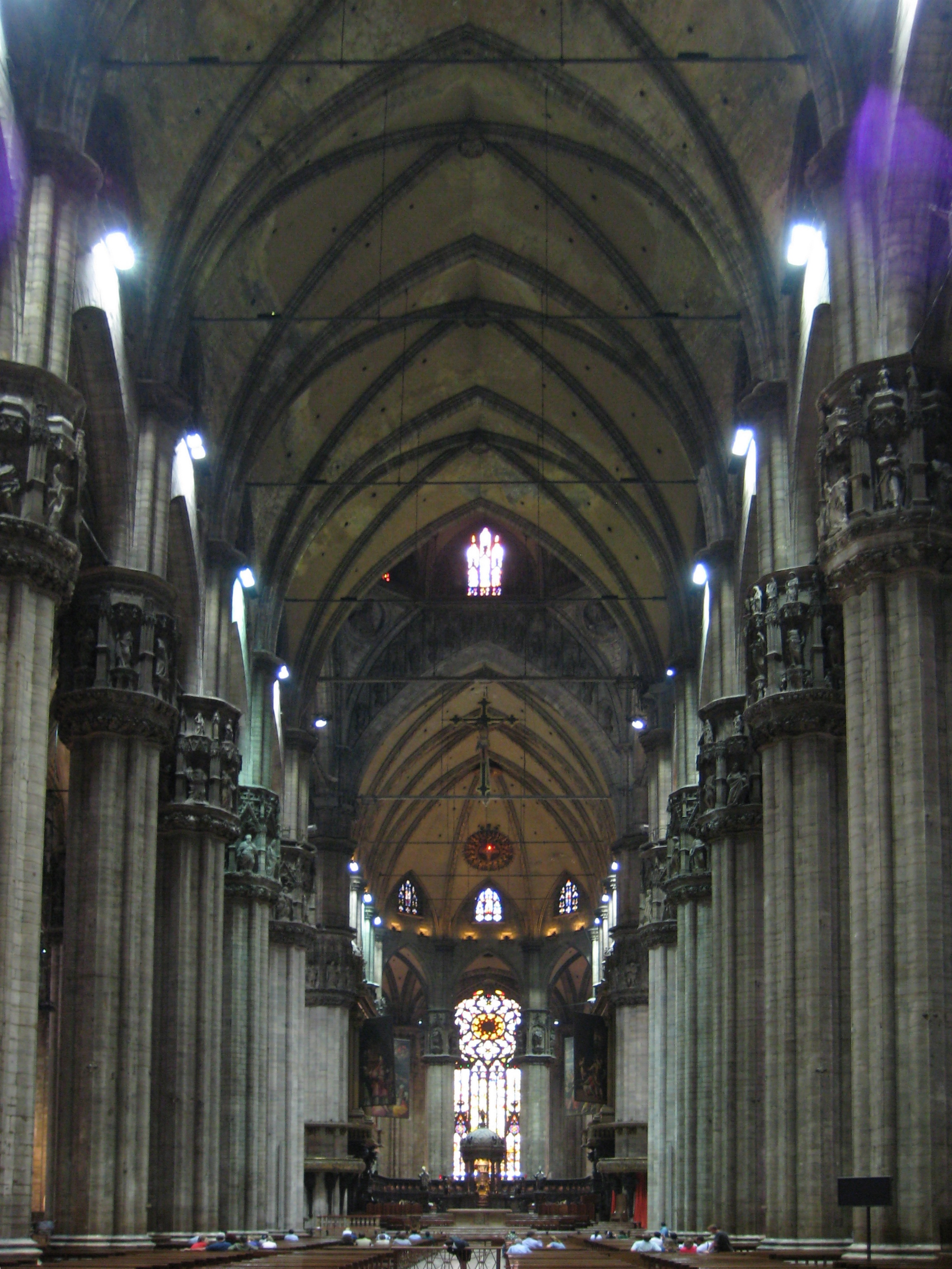
Le Dôme de Milan (45 m)
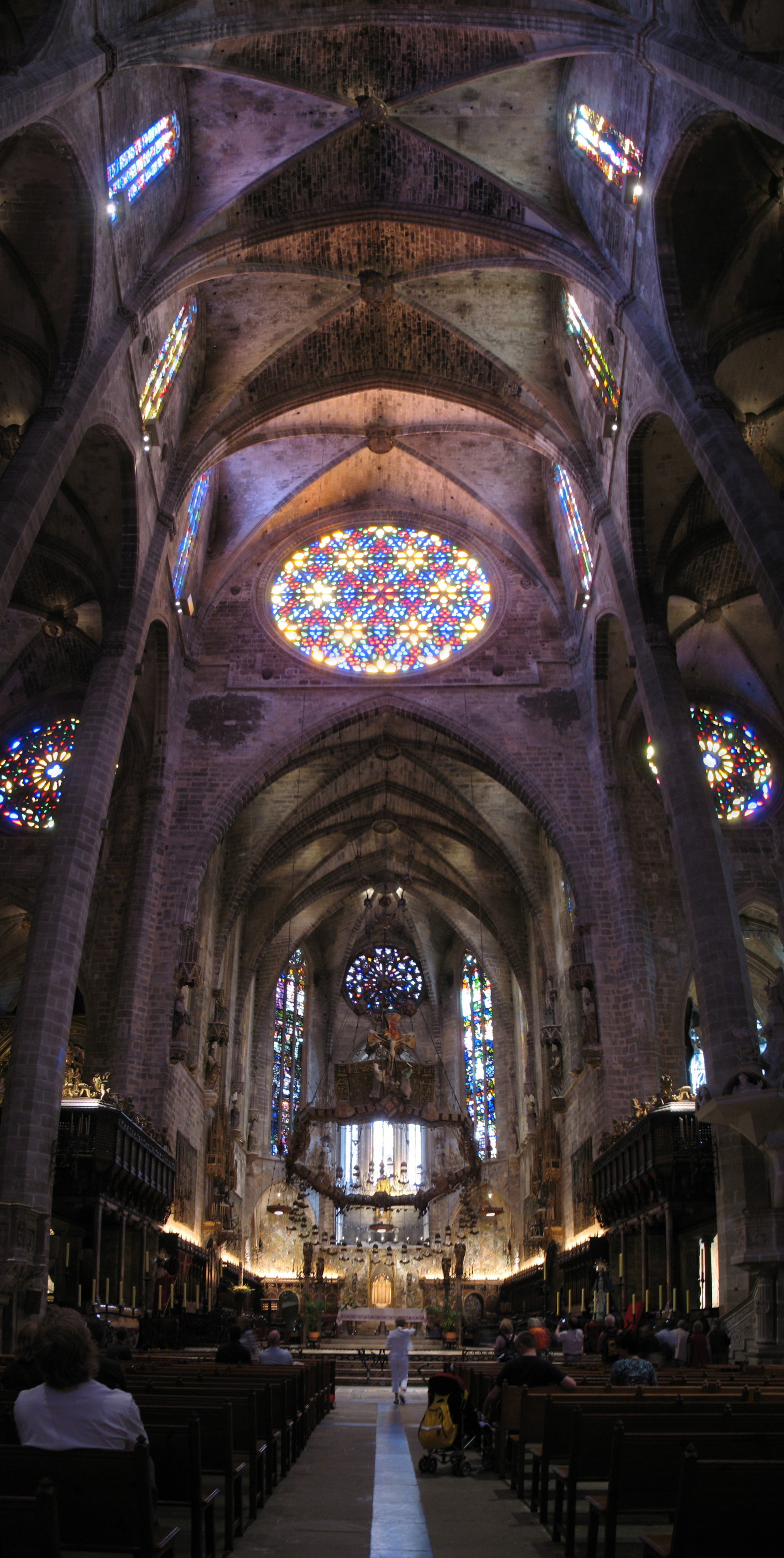
La Seu, Palma (44 m)
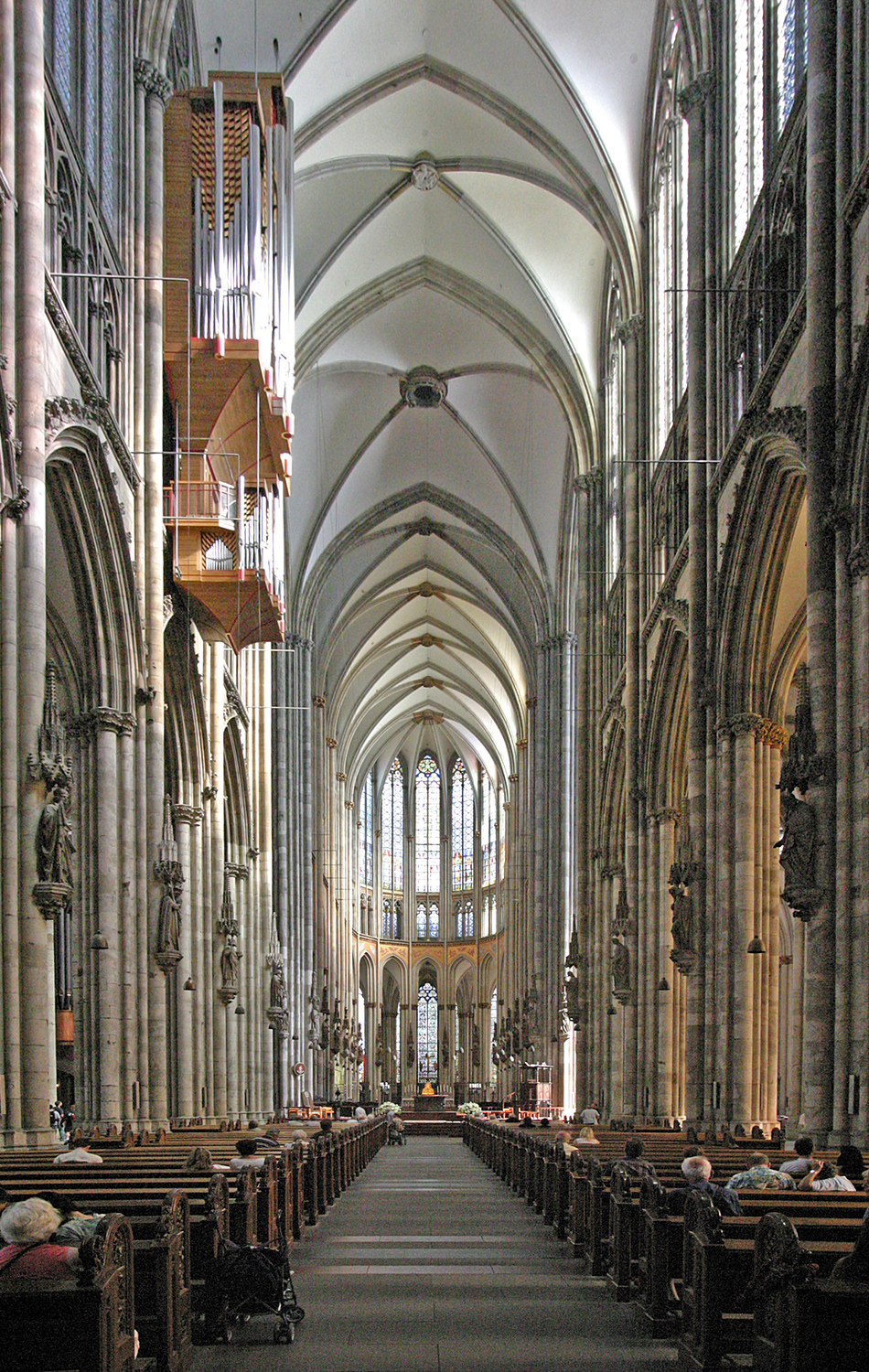
Cathédrale de Cologne (43,35 m)
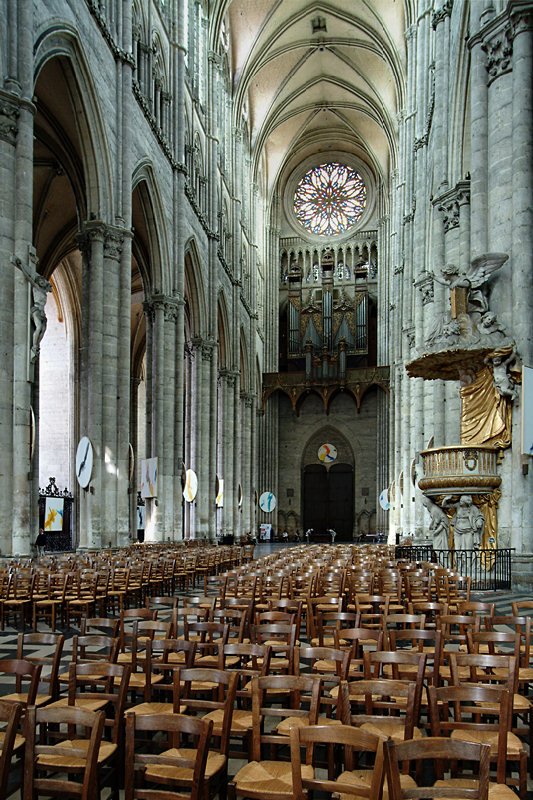
Cathédrale Notre-Dame d'Amiens (42,3 m)

| Rang | Cathédrale/église                                  | hauteur de nef (mètres) | Pays        | Commentaire |
| 1    | Cathédrale Saint-Pierre de Beauvais                | 48,5                    | France      | Seule une travée de la nef a été construite mais le chœur et le transept ont la même hauteur que cette travée. |
| 2    | Rome, Saint-Pierre                                 | 46,2                    | Vatican     | Hauteur intérieure du dôme : 117,57 m (~110 m lanterne déduite) |
| 3    | Dôme de Milan                                      | 45                      | Italie      | |
| 4    | Bologne, Basilique San Petronio                    | 45                      | Italie      | |
| 5    | Barcelone, Sagrada Família                         | 45                      | Espagne     | Toujours en construction, bien que la plus grande partie de la nef soit déjà terminée à cette hauteur. Les voûtes de la croisée actuellement en construction et la future abside atteindront respectivement 60 et 75 mètres. |
| 6    | Palma, à Majorque                                  | 44                      | Espagne     | Les piliers soutenant la voûte sont les plus étroits du monde : leur épaisseur fait 1/12e de la largeur de voûte (à Reims le rapport est de 1/6). |
| 7    | Cathédrale de Cologne                              | 43,35                   | Allemagne   | Cette cathédrale présente le rapport hauteur/largeur le plus élevé de toutes les nefs. |
| 8    | Notre-Dame d'Amiens                                | 42,3                    | France      | |
| 9    | Séville                                            | 42                      | Espagne     | La cathédrale Notre-Dame du Siège de Séville est considérée comme la plus grande église gothique du Moyen Âge. |
| 10   | Cathédrale Saint-Etienne de Metz                   | 41,41                   | France      | Fait unique, la nef principale est trois fois plus élevée que les nefs collatérales. |
| 11   | Eglise principale d’Ulm                            | 41                      | Allemagne   | |
| 12   | Cathédrale Saint-Just-et-Saint-Paterne de Narbonne | 41                      | France      | Seul l'énorme chœur de cette cathédrale a été construit. |
| 13   | Aparecida, Nouvelle basilique                      | 40                      | Brésil      | C'est la troisième plus grande église au monde et la plus grande des Amériques. |
| 14   | Lubeck, Marienkirche                               | 38,75                   | Allemagne   | La voûte en briques la plus élevée au monde. |
| 15   | Sainte-Sophie d'Istanbul                           | 38                      | Turquie     | Hauteur intérieure du dôme : 55,6 m |
| 16   | Cathédrale Notre-Dame de Reims                     | 37,95                   | France      | Record mondial du nombre de statues (2 303 sculptures). |
| 17   | Saint-Jean le Divin New York                       | 37,7                    | États-Unis  | |
| 18   | Saint-Paul de Londres                              | 37,5                    | Royaume-Uni | File de coupoles sur pendentifs. |
| 19   | Cathédrale de La Plata                             | 37,5                    | Argentine   | |
| 20   | Cathédrale Saint-Pierre-et-Saint-Paul de Nantes    | 37,5                    | France      | |
| 21   | Cathédrale Saint-Etienne de Bourges                | 37                      | France      | |
| 22   | Cathédrale Notre-Dame de Chartres                  | 37                      | France      | |
| 23   | Basilique Sainte-Thérèse de Lisieux                | 37                      | France      | |
| 24   | Cathédrale de Liverpool                            | 36,54                   | Royaume-Uni | |
| 25   | Nouvelle cathédrale de Salamanque                  | 35,4                    | Espagne     | |
| 26   | Église Notre-Dame de Royan                         | 35                      | France      | Voûte en béton armé portée par une série d'éléments en béton armé précontraints en V (système Laffaille) |
| 27   | Basilique de Saint-Quentin                         | 34                      | France      | |
| 28   | Cathédrale de Gérone                               | 34                      | Espagne     | La plus large nef gothique du monde et le rapport le plus bas entre hauteur et largeur dans l'architecture gothique. |
| 29   | Notre-Dame de Paris                                | 33,5                    | France      | |
| 30   | Cathédrale Saint-Maurice de Vienne                 | 33                      | France      | La cathédrale Saint-Maurice de Vienne est la plus grande église du quart sud-est de la France, mesurant 90 m de longueur pour 33 m de hauteur sous voûtes. |
| 31   | Primatiale Saint-Jean de Lyon                      | 32,5                    | France      | N'est comptée ici que la hauteur de la nef et non celle du chœur, qui est plus basse. |
| 32   | Cathédrale Sainte-Croix d'Orléans                  | 32                      | France      | |
| 33   | Abbatiale de Saint-Martin-aux-Bois, Oise           | 31,10                   | France      | |
| 34   | Cathédrale Notre-Dame de Strasbourg                | 31                      | France      | Notre-Dame de Strasbourg est la deuxième cathédrale la plus visitée de France après Notre-Dame de Paris, avec plus de quatre millions de visiteurs par an. D'autre part, la flèche de la tour nord culmine à 142,11 mètres au-dessus du sol, et c'est la plus haute flèche construite au Moyen Âge qui ait subsisté jusqu'à nos jours. Grâce à sa flèche, la cathédrale Notre-Dame de Strasbourg est restée l'édifice le plus haut du monde jusqu’en 1874. |
| 35   | Cathédrale Saint Gervais et Protais de Soissons    | 30,3                    | France      | |
| 36   | Basilique de Saint-Nicolas-de-Port                 | 30                      | France      | Vaste édifice de style gothique flamboyant édifiée en moins de 65 ans, la basilique possède les plus hautes colonnes gothiques de France avec 21,5 m. |

- 0Note : La cathédrale de Tournai n'est pas reprise dans cette liste, car seul son chœur gothique atteint la hauteur de 36 mètres, la nef romane n'en ayant que 26. Néanmoins elle atteint une hauteur de 50 mètres sous voûte du transept, en dessous de la tour-lanterne.